# Bertrand Reuzeau
Bertrand Reuzeau (* 1. April 1966 in Mayenne) ist ein ehemaliger französischer Fußballspieler.

## Spielerkarriere
Der nahe der Stadt Laval geborene Spieler gehörte in seiner Jugend den Junioren des Stade Laval an und gewann 1984 mit der A-Jugend die Coupe Gambardella. Im selben Jahr rückte er in den Kader der Erstligamannschaft auf und kam zu einigen Einsätzen. Mit der Saison 1985/86 konnte sich der 19 Jahre alte Profi als Stammspieler auf der rechten Abwehrseite etablieren. Als 1987 diverse Leistungsträger den Klub verließen, wuchs Reuzeaus Stellenwert in der Mannschaft weiter an.
Mit der U18-Nationalmannschaft nahm er an der Europameisterschaft 1983 in England teil und erzielte am  22. Mai im Londoner White Hart Lane das 1:0-Siegtor im Finale gegen die U18-Nationalmannschaft der Tschechoslowakei.
Auf nationaler Ebene fand der Spieler Anerkennung, sodass er der französischen U-21 angehörte. Nachdem er bereits längere Zeit für diese aufgelaufen war, wurde er 1988 für die U-21-EM berücksichtigt. Bei dem in verschiedenen Ländern Europas ausgetragenen Turnier gewann er gemeinsam mit späteren Nationalspielern wie Laurent Blanc den Titel. 1989 wurde er für die französische B-Nationalelf nominiert, für die er bei einem 1:0 gegen die niederländische B-Auswahl antrat.
In Laval kämpfte er im Verlauf der Spielzeit 1988/89 jedoch nicht um den Titel, sondern um den Abstieg, den er am Ende des Jahres hinnehmen musste. Anders als viele seiner Teamkameraden folgte er seinem Verein in die zweite Liga, kehrte ihm aber nach dem gescheiterten Wiederaufstieg 1990 den Rücken. Vom Zweitligisten wechselte er zum amtierenden französischen Meister Olympique Marseille, wo er hinter Manuel Amoros, Basile Boli und Bernard Casoni, die allesamt französische Nationalspieler waren, keine Perspektive auf einen Platz in der Mannschaft hatte. Dementsprechend wurde er noch am Anfang der Spielzeit 1990/91 auf Leihbasis an den Ligakonkurrenten OSC Lille abgegeben. Auch wenn er bei dem nordfranzösischen Klub einen Stammplatz erhielt, musste er diesen am Saisonende wieder in Richtung Marseille verlassen, da eine Kaufoption nicht vorgesehen war.
Noch im Sommer 1991 wurde sein Vertrag mit Marseille allerdings aufgelöst, was Reuzeau einen Wechsel zum ebenfalls erstklassigen HSC Montpellier ermöglichte, wo er die Nachfolge von Pascal Baills antrat. Er avancierte zum Stammspieler und erlebte als solcher den Einzug ins Pokalfinale 1994, das aber mit 0:3 gegen die AJ Auxerre verloren ging. Am Ende der Saison 1995/96, in der er nicht mehr fest gesetzt war, verließ er Montpellier und unterschrieb beim Zweitligisten FC Sochaux. Bedingt durch eine schwerwiegende Verletzung am Saisonende entschied er sich 1997 mit 31 Jahren nach 334 Erstligapartien und fünf -toren sowie 59 Zweitligapartien und drei -toren für eine Beendigung seiner aktiven Laufbahn.

## Trainerkarriere
Im Anschluss an sein Karriereende blieb Reuzeau Sochaux zunächst treu und leitete dort von 1997 an das Ausbildungszentrum für Jugendliche, bis er 2000 zum selben Zweck zur AS Saint-Étienne wechselte. Saint-Étienne verließ er ebenfalls nach drei Jahren, um die Ausbildungsleitung beim CS Sedan zu übernehmen, was er bis 2005 tat. 2007 ging Reuzeau zu Paris Saint-Germain, wo er bis 2011 als Trainer der Reservemannschaft arbeitete.